# Johann Lorenz Rugendas
Ne pas confondre avec son père, Johann Lorenz Rugendas l'Ancien (vers 1730-1799).
Pour les articles homonymes, voir Rugendas.
Johann Lorenz Rugendas, né en 1775 à Augsbourg et mort le 19 décembre 1826 dans la même ville, est un peintre, dessinateur et graveur allemand.

## Biographie
Johann Lorenz Rugendas naît en 1775 à Augsbourg.
Il est le petit-fils de Georg Philipp Rugendas (II). Il est directeur de l'académie d'Augsbourg. Il grave des batailles et des portraits, et est également éditeur d'art. Ses vues de batailles sont réputées pour la fidélité avec laquelle les lieux sont représentés.
Johann Lorenz Rugendas meurt le 19 décembre 1826 dans sa ville natale.